# Ubeidiya
Ubeidiya (Arabisch: العبيدية, `Ubaydiyya; Hebreeuws: עובידיה), is een archeologische vindplaats van het vroeg-paleolithicum, ongeveer 3 km ten zuiden van het Meer van Tiberias in de riftvallei van de Jordaan, Israël. Het bevat sporen van een van de vroegste migraties van Homo erectus uit Afrika, waarbij (anno 2014) alleen de site van Dmanisi in Georgië ouder is. De site leverde vuistbijlen van een Acheuléen-type op, naast enige menselijke overblijfselen. De dierlijke resten omvatten een nijlpaardbot en een paar zeer grote hoorns van een uitgestorven runderachtige.
Ubeidiya ligt tussen het dorp Menahemia en de kibboets Beit Ezra, een kilometer ten noordwesten van de laatste. De site is vernoemd naar het voormalige Palestijnse dorp, dat was gelegen op de nabijgelegen Tell 'Ubeidiya.

## Opgravingsgeschiedenis
De prehistorische site werd in mei 1959 ontdekt nabij de tell, ten zuiden van de Yavne'el/Wadi Fidjdjas, door een lid van Kibbutz Afikim die met een bulldozer de grond nivelleerde voor landbouw. Opgravingen op de site begonnen in 1960, onder leiding van Moshe Stekelis, bijgestaan door zoöloog Georg Haas, geologen Leo Picard en Nachman Shulman en verschillende archeologiestudenten, waaronder Oyer Bar-Yosef en Naama Goren-Inbar. Na de dood van Stekelis in 1967 voerden Bar-Yosef en Goren-Inbar de opgravingen verder.

## Vondsten
Bij de opgravingen werden prehistorische overblijfselen gevonden, in ongeveer 60 lagen gedateerd vanaf ongeveer 1.500.000 BP. Hieronder waren menselijke resten die tot enkele van de oudste buiten Afrika behoren, en een groot aantal stenen werktuigen.
De menselijke resten omvatten een kies en een sterk afgesleten rechtsonder laterale snijtand. De snijtand werd geïdentificeerd als behorende tot H. erectus.
De site bevat ook rotsschuilplaatsen waarin de prehistorische mens tijdens het Pleistoceen leefde. Er wordt gedacht dat er zich vroeger een meer in het gebied bevond, waaraan Homo erectus na zijn exodus uit Afrika woonde. De op de site ontdekte vondsten worden bewaard in het Israëlmuseum te Jeruzalem.